# Lipofilnost
Lipofilnost (grč, λίπος - lipos" = mast + φίλος -  filos"  = prijateljski), odnosi se na sposobnost hemijskog jedinjenja da se rastvara u mastima, nafti, lipidima  i nepolarnim rastvaračima, kao što su heksani ili toluen. Ovi nepolarni rastvarači su lipofilni (u slobodnom prevodu: „mastoljupci“). Takve lipofilne materije imaju tendenciju da se rastvaraju u drugim lipofilnim supstancama, dok hidrofilne (vole vodu ) materije imaju tendenciju rastvaranja u vodi i drugim hidrofilnim materijama.
Lipofilnost, hidrofobnost i nepolarnost opisuju istu tendenciju ka sudelovanju u disperzijskoj sili i kao izrazi se često koriste naizmjenično, odnosno sinonimno. Međutim, izrazi "lipofilnost" i "hidrofobnost" nisu sinonimi, kao što se može videti na primeru silikona i fluorougljenika, koji su hidrofobni, ali ne i lipofilni.

## Hemijske  veze
Lipofilne materije su u međusobnoj interakciji i sa drugim materijama dejstvom Londonove disperzione sile. Oni imaju malu ili nemaju sposobnost da formiraju vodonične veze. Kada je molekul lipofilne supstance obavijen vodom, okolni  molekuli vode ulaze u strukture slične ledu, u kojima su na većem delu svoje molekulske površine, što je termodinamički nepovoljan događaj koji pokreće masne materije iz vode. Budući da su „izašle iz vode“, takve supstance se nazivaju hidrofobnim (vodoizbjegavajućim ili vodostrahujućim). Lipofilne materije imaju tendenciju da budu nerastvorne u vodi. One uvek imaju velike o/w (oktanol / voda) koeficijente razdvajanja.

## Površinska ili surfakantna
Na ugljovodonicima bazirani surfaktanati su jedinjenja koja su amfifilna (ili amfipatska), koja imaju  hidrofilni, vodointeraktivni kraj, a naziva se „glavom grupe“, a lipofilni kraj, obično dugi lanac ugljikovodikovih fragmenata, naziva se repom. Oni se okupljaju u niskoenergetskim površinama, uključujući i dodir vazduh-voda (smanjenje površinskog napona) i površinskim kapljicama koje se ne mešaju sa vodom, formirajući emulzije (smanjenje međupovršinskog napona). Na tim površinama, oni prirodno orijentišu čeone grupe ka vodi, a repovi ili zalaze i uglavnom odlaze od vode (kao na granici vazduh-voda). Mogu biti i rastvorene u fazi vode, bez mešanja kada su s njom u kontaktu (npr. kao emulgirane kapljice ulja). U obe ove konfiguracije, čeone grupe su u snažnoj interakciji s vodom dok repovi izbjegavaju kontakt s njom. Surfaktantni molekuli i agregati u vodi, kao micele sa čeonom grupom vire, a repovima se grupišu zajedno. Micele privlače masne supstance u svoja hidrofobna jezgra, što je osnova delovanja sapuna i deterdženata  koji se koriste za ličnu higijenu i za pranje odeće. Micele su biološki važne za transport masnih materija kroz površinski sloj tankog creva u prvom koraku koji dovodi do apsorpcije komponente masti (uglavnom masne kiseline i 2-monogliceridi).
Ćelijske membrane su dvoslojne strukture uglavnom formirane od fosfolipida, molekula koje imaju visoko interaktivnu vodu, jonske fosfatne  čeone grupe, vezane za dva duga alkilna repa.
Nasuprot tome, fluorosurfatanti nisu amfifilni ili deterdženti, jer fluorougljovodonici nisu lipofilni.
Oksibenzon, kozmetički sastojak često se koristi za kreme za sunčanje, posebno je prodoran, jer nije veoma lipofilan. U svakom slučaju, 0,4% do 8,7% oksibenzona može se apsorbovati nakon jedne kreme za sunčanje uz topikalnu primenu, mereno u izlučevinama urina.

## Spoljašnje veze
- Gold book - lipophilic
- Johnson, Alyn William (1999). Invitation to Organic Chemistry. Jones & Bartlett Learning. ISBN 978-0-7637-0432-2.